# II. László magyar király
II. László (1131 – 1163. január 14.) magyar ellenkirály. Unokaöccse, III. István uralkodása alatt 1162 júliusától haláláig uralkodott. Apja II. Béla magyar király, anyja Ilona, I. Uros szerb nagyzsupán leánya. Második fiúgyermekként született.

## Élete
Röviddel apja hatalomra kerülése előtt születhetett. Az első róla szóló híradás szerint anyja 1131 nyarán magával vitte a vérengzéssel végződött aradi gyűlésre, hogy a vak uralkodó iránti részvétet fokozza. Egy II. Géza kori oklevélből ismert, hogy Béla 1137 tavaszán az esztergomi gyűlésen a röviddel korábban birtokba vett Bosznia hercegévé tette másodszülött fiát. A cím nyilvánvalóan nem jelentett tényleges hatalmat, a terület kormányzását a király megbízásából a mindenkori boszniai bán látta el. 
A Lászlóval kapcsolatos források ezután mind a királyi hatalom megszerzésével vagy megtartásával kapcsolatos eseményekről szólnak. II. Géza apjától az uralmat még szilárd belpolitikai helyzetben vette át, nem volt az országban olyan politikai erő, amely uralmát megkérdőjelezte volna. Ez az ötvenes évekre megváltozott. 1152-ben Géza hercegi ellátásban részesítette testvéreit, ami azt jelzi, hogy az Árpád-ház Álmos-ágának hatalomra kerülése óta felnőtt egy nemzedék, amely részt kívánt a hatalomból. Többen lehettek olyanok is, akik – elsősorban a sorozatos külső háborúskodás miatt – nem voltak elégedettek II. Géza uralmával. Ezek közé tartozott a király anyai nagybátyja, Belos bán is, aki húsz éven keresztül a király hűséges támasza volt, az ötvenes évekre azonban a trónkövetelő István herceghez – a későbbi IV. Istvánhoz – pártolt. 

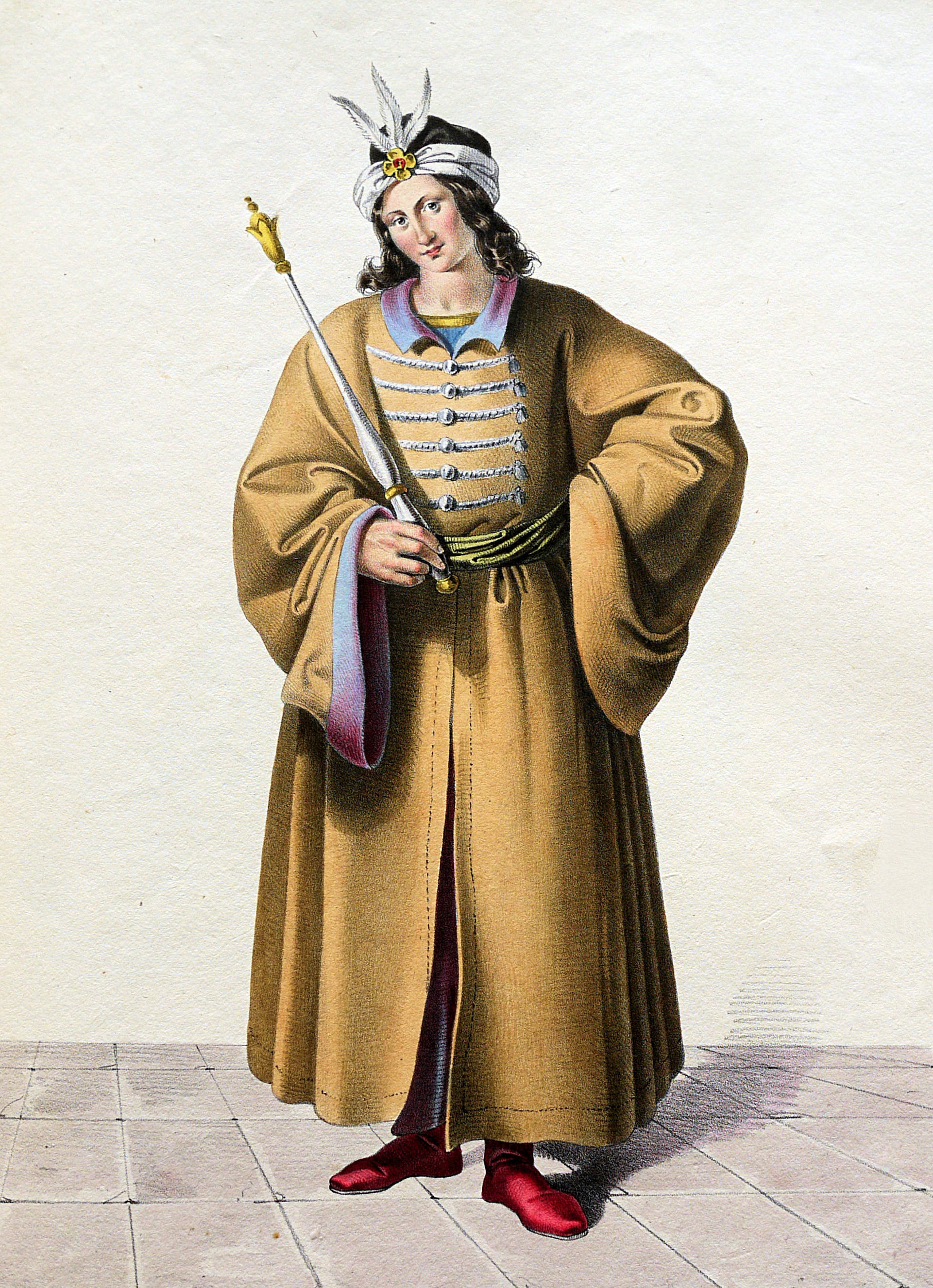
Moritz von Schwind 1828-as festménye II. Lászlóról

A hercegi tartás nem elégítette ki Géza testvéreit, István 1157-ben, László 1160-ban lázadt fel. A sikertelen lázadás után menekülniük kellett és mindketten I. Mánuel bizánci császár udvarába kerültek. László ekkor már özvegy volt, de első feleségéról semmilyen információnk nincsen. Mánuel – Istvánhoz hasonlóan – neki is felajánlott egy bizánci hercegnőt feleségül, ő azonban ezt nem fogadta el, mert tartott attól, hogy magyarországi híveiben ellenszenvet váltana ki a Bizánc irányában vállalt elkötelezettség. Számítása helyesnek bizonyult, mert mikor II. Géza 1162. május 31-én bekövetkezett halála után Mánuel haddal vonult fel, hogy István herceget a magyar trónra juttassa, a magyar urak Lászlót választották királynak. Mánuel elérte, hogy László királysága mellett István megkapja az ország egyharmadára kiterjedő dukátus feletti uralmat. Ezzel rövid időre ismét újjáéledt Magyarországon a dukátus intézménye, melyet Könyves Kálmán szüntetett meg 1106 körül.
A magyar egyház élén 1158 óta ekkor Lukács esztergomi érsek állt, aki – kortársához, Becket Tamáshoz hasonlóan – az egyház új eszméi iránt elkötelezett főpapság képviselője volt. Lukács nem volt hajlandó megkoronázni a trónkövetelőt és mikor a koronázást Mikó kalocsai érsek 1162 júliusában mégis elvégezte, kiátkozta az új királyt. Az érseket László parancsára börtönbe vetették.
Bár bizánci segítséggel jutott a trónra, semmi nem utal arra, hogy a bizánci császár vazallusa lett volna. Feltehetően jelentős belső hatalmi bázisa volt. Az is erre utal, hogy a Pozsonyba menekült unokaöccsét nem támadta meg, tehát nem érezte hatalmát veszélyeztetve III. Istvántól. A pápa kérésére Lukács érseket is kiengedte a börtönből, bár mikor a kimondott átkot nem vonta vissza ismét fogságba vettette.
Uralkodása alig fél évig tartott. Egyesek szerint megmérgezhették. Székesfehérvárott, a királyi bazilikában temették el. Egy utódjáról tudunk, leánya Mária 1167 decemberében Michieli Vitale velencei dózse fiának, Miklósnak, Arbe kormányzójának lett a felesége.